# Belgisch-Maleisische betrekkingen
De Belgisch-Maleisische betrekkingen zijn goed te noemen. België en Maleisië zijn twee koninkrijken die uitstekende bilaterale relaties met elkaar onderhouden.
België heeft een ambassade in Kuala Lumpur, Maleisië heeft op zijn beurt een ambassade in Brussel.

## Landenvergelijking
|                 | België                                                   | Maleisië                                                                   |
| --------------- | -------------------------------------------------------- | -------------------------------------------------------------------------- |
| Bevolking       | 11.720.716 (2020)                                        | 32.652.083 (2020)                                                          |
| Oppervlakte     | 30.528 km²                                               | 330.290 km²                                                                |
| Dichtheid       | 383,9/km² (2020)                                         | 98,9/km² (2020)                                                            |
| Hoofdstad       | Brussel                                                  | Kuala Lumpur                                                               |
| Regeringsvorm   | Federale monarchie                                       | Federale monarchie                                                         |
| Officiële talen | Nederlands, Frans en Duits                               | Maleis                                                                     |
| Religie         | 57,0 % katholiek, 6,0 % moslim, 37,0 % niet godsdienstig | 61,3 % moslim, 19,8 % boeddhist, 9,2 % katholiek, 6,3 % hindoe, 1,3 andere |
| BBP             | € 337,745 miljard (€ 32.431 per persoon) (2008)          | € 278,680 miljard (€ 9.699 per persoon) (2011)                             |

## Geschiedenis
De relaties tussen beide landen kwamen op gang in de eerste jaren na de Maleisische onafhankelijkheid. In 1968 bracht de Maleisische minister van Defensie, Abdul Razak, een bezoek aan een Belgische marinebasis. In 2000 was een Belgische handelsmissie aanwezig in Maleisië. Er werden contacten gelegd met de Maleisische industrieel Silvana Flogathier. Een jaar later werd de Malaysian Association of Belgium and Luxembourg opgericht in de Maleisische ambassade te Brussel. Beide landen werken goed samen, wetende dat België voor Maleisische ondernemingen een goede locatie vormt om Europa te veroveren, dankzij de centrale ligging. België wil dan weer graag investeren in de Oost-Aziatische markt.